# Список керівників держав 460 року
Список керівників держав 460 року — це перелік правителів країн світу 460 року
Список керівників держав 459 року — 460 рік — Список керівників держав 461 року — Список керівників держав за роками

## Європа
- Арморика — король Алдрієн (446–464)
- Британські острови:
  - Брінейх — король Гарбоніан ап Коель (420–460), його змінив син або племінник Дівнуал Лисий (460–510)
  - Бріхейніог — король Бріхан Бріхейніог (450–490)
  - Королівство Гвент — король Інір ап Дівнуал (бл. 457 — бл. 480), його змінив син король Эйніон ап Кунеда (бл. 460 — бл. 500)
  - Королівство Гвінед — король Кунеда ап Едерн (бл. 450 — бл. 460)
  - Глівісінг — король Солор ап Мор (450–470)
  - Дівед — король Айргол Довгорукий (455–495)
  - Думнонія — король Ербін ап Костянтин (443–480)
  - Ебрук — король Мор ап Кенеу (450–470)
  - Елмет — король Масгвід Глофф (460–495)
  - Кент — король Хенгіст Кентский (455–488)
  - плем'я піктів — король Дрест I (413–480)
  - Королівство Повіс — король Каделл Дірнллуг (447–460), його змінив син король Рідвед Вріх (460–480)
  - Регед — король Гургуст ап Кенеу (450 — бл. 490)
  - Стратклайд(Альт Клуіт) — король Кінуіт ап Керетік (бл. 440 — бл. 470)
- Королівство бургундів — король Гундіох (436–473)
- Вестготське королівство — король Теодоріх II (453–466)
- Візантійська імперія — імператор Лев I Макелла (457–474)
  - Патріарх Константинопольський — Геннадій I (458–471)
- Королівство гепідів — король Ардаріх (420–460), його змінив король Гундеріт (460–490)
- Західна Римська імперія — імператор Майоріан (457–461)
- Імперія гунів — каган Денгизих (454–469)
- Ірландія — верховний король Айліль Молт (458–482)
  - Айлех — король Еоган МакНіалл (бл. 440–465)
  - Коннахт — король Амалгайд МакФіахрах (456 — бл. 470)
  - Ленстер — король Енне Хеннселах МакЛабрада (450–470)
  - Манстер — король Енгус мак Над Фройх (454–489)
- плем'я остготів — король Валамир (440–469)
- Салічні франки — король Хільдерік I (458–481)
- Королівство свевів — король Мальдра (456–460), його змінив Фрумар (460–464)
- Святий Престол — папа римський Лев I (440–461)
- Королівство Тюрингія — король Бізін (455–507)

## Азія
- Аль-Хіра (Династія Лахмідів) — цар Аль-Мундір I ібн ан-Ну'ман (418–462)
- Диньяваді (династія Сур'я) — раджа Сур'я Унтха (459–468)
- Джабія (династія Гассанідів):
  - цар аль-Мундір II ібн аль-Ну'ман (453–472)
  - цар Амр III ібн аль-Ну'ман (453–486)
  - цар Хійр ібн аль-Ну'ман (453–465)
- Жужанський каганат — каган Юйцзюлюй Тухечжень (444–464)
- Іберійське царство — цар Вахтанг I Горгасал (447–502)
- Індія:
  - Царство Вакатаків — махараджа Нарендрасена (440–460) править разом з махараджею Девасена (450–475)
  - Імперія Гуптів — магараджа Скандагупта (455–470)
  - Держава Кадамба — цар Сантіварма (455–460), його змінив цар Мрігешаварма(460–480)
  - Камарупа — цар Ганапатіварман (446–470)
  - Династія Паллавів  — махараджа Трілочана Скандаварман IV (458–488)
  - Раджарата — раджа Датусена (459–473)
- Кавказька Албанія — цар Ваче II (438–461)
- Китай (Південні та Північні династії):
  - Лю Сун — імператор Лю Цзюнь (Сяо У-ді) (453–464)
  - Династія Північна Вей — імператор Тоба Цзюнь (452–465)
  - Тогон — Муюн Шеінь (452–481)
- Царство Кінда — цар Амр аль-Мансур (458–489)
- Корея:
  - Кая (племінний союз) — ван Чільджі (451–492)
  - Когурьо — тхеван (король) Чансухо (413–490)
  - Пекче — король Керо (454–475)
  - Сілла — марипкан Чабі (458–479)
- Лазіка — цар Губаз I (бл. 456 — бл. 468)
- Паган — король Тюе (439–494)
- Персія:
  - Держава Сасанідів — шахіншах Пероз (459–484)
- Тарума (острів Ява) — цар Індраварман (455–515)
- Хим'яр — цар Шарахбіль Якуф (458–485)
- Чампа — князь Фан Шенхенг (455 — бл. 472)
- Японія — імператор Юряку (456–479)

## Африка
- Аксумське царство — негус Незул (бл. 450-бл. 500)
- Королівство вандалів і аланів — король Гейзеріх (428–477)

## Північна Америка
- Цивілізація Майя:
  - місто Паленке — священний владика Ч'а-Каспер (435–487)
  - місто Тікаль — цар Кан-Ак (458 — бл. 485)